# 王良增十四
HD 5015，又名BD+60 124，SAO 11444、HR 244，是一颗恒星，视星等为4.82，位于銀經123.13，銀緯-1.75，其B1900.0坐标为赤經0h 47m 5.8s，赤緯+60° -1.75′ 33″。